# Chiesa di San Giovanni Battista (Calcinaia)
La chiesa di San Giovanni Battista è una chiesa di Calcinaia (PI).

## Storia e descrizione
Ricostruzione settecentesca di un'antica chiesa attestata da una bolla papale del 1193, l'edificio è stato restaurato nel 1946 a seguito dei gravi danni bellici. L'interno, ad unica navata, è concluso da tre cappelle absidali. In una di queste si custodiscono le venerate reliquie della patrona santa Ubaldesca Taccini da Calcinaia, vissuta tra il 1136 ed il 1208, festeggiata la quarta domenica di maggio. Tra le opere conservate si trovano una scultura lignea quattrocentesca, raffigurante la Maddalena dolente, e due pregevoli Angeli reggitorcia di scuola di Andrea della Robbia. In controfacciata, dietro la cantoria, spiccano le recenti decorazioni murali dedicate alla patrona eseguite da Enrico Formaini.
Il campanile della chiesa è stato profondamente restaurato nella seconda metà degli anni Duemila, inaugurato il 6 giugno 2010 alla presenza dell'Arcivescovo di Pisa Mons. Giovanni Paolo Benotto .